# Famous Players Film Company
La Famous Players Film Company va ser una companyia productora cinematogràfica dels Estats Units fundada per Adolph Zukor i els germans Frohman que va estar activa principalment entre els anys 1912 i 1916. Aquell darrer any va passar a ser subsidiària de la Famous Players-Lasky Corporation que més endavant donaria lloc a la Paramount Pictures. Fou una de les introductores del Star System i els llargmetratges als Estats Units.

## Història
La Famous Players Film Company va ser fundada el juny de 1912 per l'empresari d’origen hongarès Adolph Zukor que posseïa una cadena de nickelodeons. Ell va saber veure que aquestes pel·lícules d’una o dues bobines agradaven sobretot a les classes treballadores d’origen immigrant però que hi havia un mercat potencial per als llargmetratges per a la gent de classe mitjana. Per això, en associació amb els germans Daniel i Charles Frohman van crear una nova productora que produís llargmetratges interpretats per figures teatrals eminents del moment. Com a director principal contractaren Edwin S. Porter. El seu eslògan era "Famous Players in Famous Plays". Els germans Frohman aportaven a l'empresa una gran quantitat de teatres on visualitzar les pel·lícules produïdes i la influència per convèncer actors teatrals a participar en les pel·lícules. La seva primera estrena va ser la pel·lícula francesa “Les Amours de la reine Élisabeth” (1912) amb Sarah Bernhardt i Lou Tellegen. La primera producció pròpia va ser “The Count of Monte Cristo” (1912), dirigida per Porter i protagonitzada per l’actor teatral James O'Neill, pare d'Eugene O'Neill.
El 1914, la companyia va comprar l'antiga seu de la novena unitat de cavalleria muntada de la ciutat de Nova York al carrer 26 de Manhattan i el va convertir en l'estudi de la productora. Famous Players tenia en nòmina alguns dels noms més importants de la ciutat, inclosos Marguerite Clark, Hazel Dawn i H. B. Warner. També comptava amb major estrella del cinema de l'època, Mary Pickford i va aconseguir que l’aleshores ídol teatral John Barrymore actués als seus dos primers llargmetratges.
Famous Players distribuïa les seves pel·lícules a través de la Paramount Distributing Corporation, creada per l'empresari teatral d’Utah W. W. Hodkinson, i que havia esdevingut una de les principals empreses del sector. Una de les altres productores distribuïdes per la Paramount era la Jesse L. Lasky Feature Play Company, presidida per Jesse L. Lasky i en la que Cecil B. DeMille era el director principal i Samuel Goldwyn (aleshores encara Samuel Goldfish), mànager general.
El 1916, Zukor va pactar la fusió de la Famous Players amb la Jesse L. Lasky Feature Play Company i també la Paramount creant la Famous Players-Lasky Corporation. Hodkinson fou forçat a abandonar el negoci, Lasky i els seus socis Samuel Goldwyn i Cecil B. DeMille quedaren al capdavant de la producció, Hiram Abrams, antic empleat de la Paramount, a càrrec de la distribució, i Zukor quedaria com a president. Més tard, la Famous Players-Lasky Corporation esdevindria la Paramount Pictures.

## Filmografia seleccionada
- The Loves of Queen Elizabeth (1912)
- The Prisoner of Zenda (1913)
- Tess of the D'Urbervilles (1913)
- In the Bishop's Carriage (1913)
- The Count of Monte Cristo (1913)
- Caprice (1913)
- Leah Kleschna (1913)
- An American Citizen (1914)
- The Day of Days (1914)
- Hearts Adrift (1914)
- A Good Little Devil (1914)
- Tess of the Storm Country (1914)
- One of Our Girls (1914)
- The Spitfire (1914)
- The Lost Paradise (1914)
- Such a Little Queen (1914)
- Marta of the Lowlands (1914)
- Wildflower (1914)
- The County Chairman (1914)
- Behind the Scenes (1914)
- The Man from Mexico (1914)
- The Sign of the Cross (1914)
- Cinderella (1914)
- The Foundling (1915)
- The Morals of Marcus (1915)
- The Love Route (1915)
- Are You a Mason? (1915)
- The Eternal City (1915)
- Fanchon, the Cricket (1915)
- The Pretty Sister of Jose (1915)
- The Dawn of a Tomorrow (1915)
- The Dictator (1915)
- Little Pal (1915)
- Rags (1915)
- The Incorrigible Dukane (1915)
- Esmeralda (1915)
- A Girl of Yesterday (1915)
- The White Pearl (1915)
- Madame Butterfly (1915)
- Zaza (1915)
- Bella donna (1915)
- The Foundling (1916)
- Nearly a King (1916)
- Diplomacy (1916)
- The Lost Bridegroom (1916)
- The Eternal Grind (1916)
- The Red Widow (1916)
- The Big Sister (1916)
- Nanette of the Wilds (1916)
- The Slave Market (1917)
- Great Expectations (1917)
- The Valentine Girl (1917)
- Heart's Desire (1917)
- The Mysterious Miss Terry (1917)
- Bab's Diary (1917)
- The Hungry Heart (1917)
- Madame Jealousy (1918)